# Joseph Van Ingelgem
Joseph Van Ingelgem (ur. 23 stycznia 1912 w Jette, zm. 29 maja 1989) – belgijski piłkarz, reprezentant kraju, grający na pozycji obrońcy.

## Kariera klubowa
Van Ingelgem urodził się w Jette. Od 1929 do 1946 występował w Daring Club. Jako piłkarz Daring sięgnął dwukrotnie po mistrzostwo Belgii w sezonach 1935/36 i 1936/37.
Van Ingelgem zdobył także Puchar Belgii w sezonie 1934/35. Przez 17 lat gry w Daring Club wystąpił w 344 spotkaniach, w których strzelił 31 bramek. W 1946 dołączył do KAV Dendermonde. Przez 6 sezonów zagrał w 161 spotkaniach, w których strzelił 21 bramek. Jako piłkarz KAV zakończył w 1952 karierę piłkarską. 
| Sezon   | Klub            | Kraj   | Rozgrywki     | Mecze | Bramki |
| ------- | --------------- | ------ | ------------- | ----- | ------ |
| 1929/30 | Daring Club     | Belgia | Eerste klasse | 5     | 0      |
| 1930/31 | Daring Club     | Belgia | Eerste klasse | 26    | 0      |
| 1931/32 | Daring Club     | Belgia | Eerste klasse | 26    | 0      |
| 1932/33 | Daring Club     | Belgia | Eerste klasse | 26    | 3      |
| 1933/34 | Daring Club     | Belgia | Eerste klasse | 26    | 2      |
| 1934/35 | Daring Club     | Belgia | Eerste klasse | 26    | 2      |
| 1935/36 | Daring Club     | Belgia | Eerste klasse | 26    | 3      |
| 1936/37 | Daring Club     | Belgia | Eerste klasse | 26    | 7      |
| 1937/38 | Daring Club     | Belgia | Eerste klasse | 24    | 5      |
| 1938/39 | Daring Club     | Belgia | Eerste klasse | 17    | 1      |
| 1939/40 | Daring Club     | Belgia |               | 9     | 2      |
| 1940/41 | Daring Club     | Belgia |               | 9     | 1      |
| 1941/42 | Daring Club     | Belgia |               | 21    | 3      |
| 1942/43 | Daring Club     | Belgia |               | 22    | 0      |
| 1943/44 | Daring Club     | Belgia |               | 28    | 4      |
| 1944/45 | Daring Club     | Belgia |               |       |        |
| 1945/46 | Daring Club     | Belgia |               | 27    | 0      |
| 1946/47 | KAV Dendermonde | Belgia |               | 30    | 4      |
| 1947/48 | KAV Dendermonde | Belgia |               | 28    | 3      |
| 1948/49 | KAV Dendermonde | Belgia |               | 27    | 2      |
| 1949/50 | KAV Dendermonde | Belgia |               | 30    | 6      |
| 1950/51 | KAV Dendermonde | Belgia |               | 26    | 3      |
| 1951/52 | KAV Dendermonde | Belgia |               | 20    | 3      |

## Kariera reprezentacyjna
Van Ingelgem po raz pierwszy w reprezentacji Belgii wystąpił 11 grudnia 1932 w przegranym 1:6 meczu z Austrią.
Van Ingelgem został powołany na Mistrzostwa Świata 1934 rozgrywane we Włoszech. Podczas turnieju pełnił rolę zawodnika rezerwowego, a Belgia przegrała z reprezentacją Niemiec 2:5. 
Po raz ostatni w drużynie narodowej wystąpił 11 marca 1934 w przegranym 3:9 meczu z Holandią. Łącznie w latach 1932–1934 wystąpił w 11 spotkaniach Czerwonych Diabłów. 
| Mecze i gole w reprezentacji | Mecze i gole w reprezentacji | Mecze i gole w reprezentacji | Mecze i gole w reprezentacji | Mecze i gole w reprezentacji | Mecze i gole w reprezentacji | Mecze i gole w reprezentacji |
| #                            | Data                         | Miasto                       | Przeciwnik                   | Gol                          | Wynik                        | Rozgrywki                    |
| ---------------------------- | ---------------------------- | ---------------------------- | ---------------------------- | ---------------------------- | ---------------------------- | ---------------------------- |
| 1.                           | 11.12.1932                   | Bruksela                     | Austria                      |                              | 1:6                          | towarzyski                   |
| 2.                           | 12.02.1933                   | Bruksela                     | Włochy                       |                              | 2:3                          | towarzyski                   |
| 3.                           | 12.03.1933                   | Zurych                       | Szwajcaria                   |                              | 3:3                          | towarzyski                   |
| 4.                           | 26.03.1933                   | Colombes                     | Francja                      |                              | 0:3                          | towarzyski                   |
| 5.                           | 07.05.1933                   | Amsterdam                    | Holandia                     |                              | 2:1                          | towarzyski                   |
| 6.                           | 04.06.1933                   | Warszawa                     | Polska                       |                              | 1:0                          | towarzyski                   |
| 7.                           | 11.06.1933                   | Wiedeń                       | Austria                      |                              | 1:4                          | towarzyski                   |
| 8.                           | 22.10.1933                   | Duisburg                     | III Rzesza                   |                              | 1:8                          | towarzyski                   |
| 9.                           | 26.11.1933                   | Bruksela                     | Dania                        |                              | 2:2                          | towarzyski                   |
| 10.                          | 25.02.1934                   | Dublin                       | Irlandia                     |                              | 4:4                          | El. MŚ 1934                  |
| 11.                          | 11.03.1934                   | Amsterdam                    | Holandia                     |                              | 3:9                          | towarzyski                   |

## Sukcesy
Daring Club
- Mistrzostwo Division 1 (2): 1935/36, 1936/37
- Puchar Belgii (1): 1934/35